# Planinska brigada (Kraljevina Jugoslavija)
Planinska brigada je bila gorska brigada Vojske Kraljevine Jugoslavije, ki je bila uničena med aprilsko vojno.

## Organizacija
1. september 1939
- štab

- 1. planinski pehotni polk (Škofja Loka)
- 2. planinski pehotni polk (Delnice)